# Arthur et la Vengeance de Maltazard (jeu vidéo)
Pour les articles homonymes, voir Arthur et la Vengeance de Maltazard (homonymie).
Arthur et la Vengeance de Maltazard est un jeu vidéo de type Party game sur PlayStation 3, Windows, Nintendo DS et Wii. Il est développé par Phoenix Interactive et édité par Ubisoft, et est sorti en 2009.

## Accueil
- Jeuxvideo.com : 10/20 (Nintendo DS)[2], 8/20 (PS3)[3], 8/20 (PC)[4], 9/20 (Wii)[5]
- Gamekult : 5/10[6]